# 駒帰交差点
駒帰交差点（こまがえりこうさてん）は鳥取県八頭郡智頭町駒帰にある国道373号の現道と志戸坂峠道路（鳥取自動車道に並行する自動車専用道路）との立体交差点である。

## 概要
- 自動車専用道路の志戸坂峠道路と一般道路の志戸坂トンネルが直通し、智頭町内の国道373号現道が分岐する構造となっている。
- 構造は不完全クローバー型に似た構造となっている。
- 仮設の出入口であるため、加速車線が短い。
- 最高速度は、志戸坂峠道路が次の智頭南ICまでは60 km/h（その先は70 km/h）、志戸坂トンネルは一般道路（東側（上り線側）に歩道あり）で、50 km/hとなっている。

## 歴史
- 1981年（昭和56年）度：志戸坂トンネル開通。
- 1997年（平成9年）4月16日：志戸坂峠道路志戸坂トンネル鳥取県側口 - 尾見ランプ（現・智頭南IC）間の供用開始により駒帰交差点設置。

## 周辺
- 千代川

## 接続する道路
- 直接接続
  - 国道373号

## 料金所
- 国土交通省が管轄する無料区間のため、料金所は設置されていない。

## 隣
E29 志戸坂峠道路
(3) 西粟倉IC/道の駅あわくらんど - (3-1) 坂根交差点 - (3-2) 駒帰交差点 - 福原PA/BS（PAは上り線のみ） - (4) 智頭南IC（佐用方面出入口）